# Lidový dům (Hybernská)
Palác Losyů z Losinthalu či Losyovský palác, kdysi též palác Kinských, známý dnes hlavně jako Lidový dům, je raně barokní palác na adrese Hybernská 1033/7 v Praze na Novém Městě. V současnosti jde o sídlo politické strany Sociální demokracie, která ho vlastní. Objekt je od roku 1964 chráněn jako kulturní památka.

## Stavba a její historie

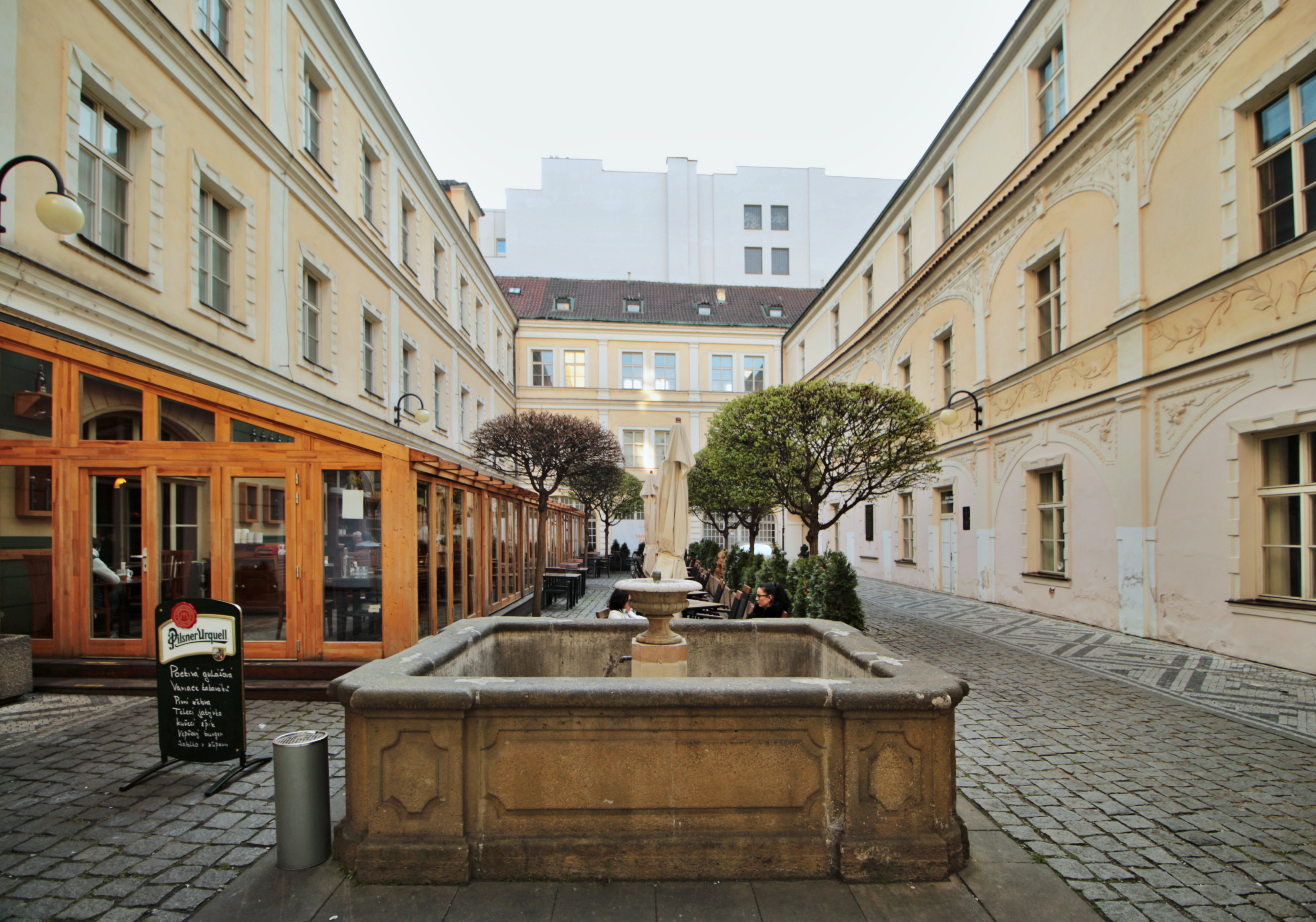
Nádvoří paláce

Původně byly na tomto místě tři domy, majitelem jednoho z nich byl např. Václav Kaplíř ze Sulevic. Na místě těchto tří parcel byl zbudován v letech 1651–1657 italským architektem a sochařem Carlem Luragem barokní palác pro hraběte Jana Antonína Losyho z Losinthalu. Palác byl v roce 1757 poškozen požárem a pruskou dělostřelbou. Jeden z dalších majitelů, pražský obchodník Jan Křtitel Plonner, jej v roce 1787 nechal nákladně klasicistně přestavět architektem Filipem Hegerem. V letech 1799–1879 palác vlastnila chlumecká větev hrabat Kinských. Od nich palác koupila Vídeňská pojišťovna, která jej pod vedením Vojtěcha Hanče upravila na kancelářský a bytový komplex.

### Léta 1907–1948: Lidový dům
Roku 1907 starý šlechtický dům odkoupilo Tiskové a stavební družstvo dělnické, které patřilo tehdejší Českoslovanské sociálně demokratické straně dělnické; od té doby je budova označována jako Lidový dům. V roce 1913 navíc družstvo přikoupilo část sousedního hotelu s rozlehlou stavební parcelou. To umožnilo další úpravy objektu: výstavbu tiskárny, administrativní a provozní budovy, dostavbu levého dvorního křídla (1925–1926) a v roce 1935 i výstavbu sálu s kinem; byla tu i zahradní restaurace. Roku 1936 byl z průčelí odstraněn původní balkónový portál z doby J. K. Plonnera. 

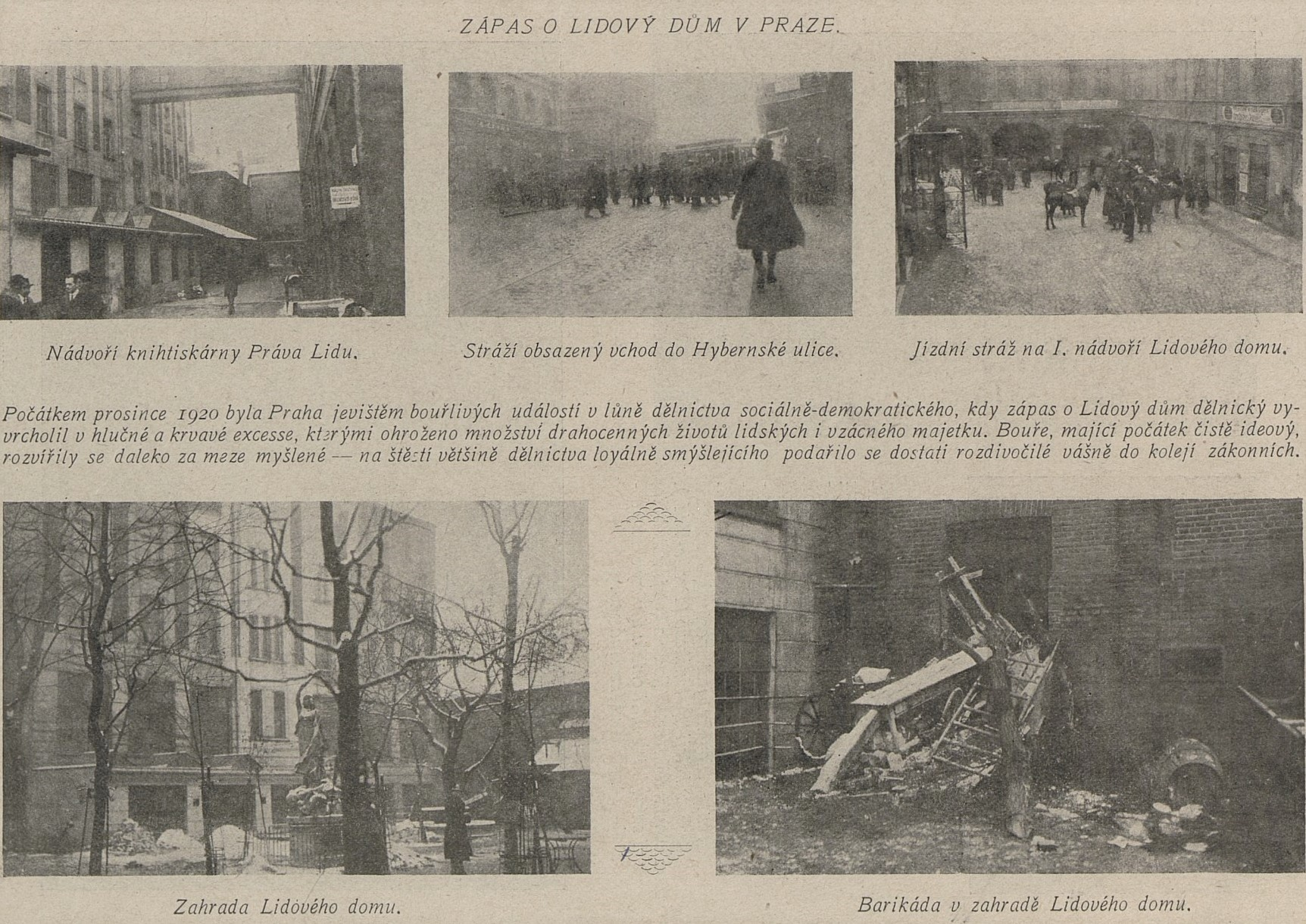
Lidový dům Praha, snímky z bouří 1920 (Světozor 1921)

V lednu roku 1912 se zde konala VI. všeruská konference sociálně demokratické strany Ruska, kterou řídil Vladimir Iljič Lenin. Tím byly vytvořeny základy pro vstup ruské sociálně demokratické strany do socialistické revoluce, proto je toto dějiště tzv. Pražské konference považováno v historii Komunistické strany Sovětského svazu za významné.
V roce 1920 se v paláci odehrávaly krvavé boje mezi pravým a levým křídlem Československé sociálně demokratické strany. (Tyto události tvoří jeden z motivů románu Ivana Olbrachta Anna proletářka.)

### Léta 1948–1990: Muzeum V. I. Lenina
Po sloučení sociální demokracie s KSČ v roce 1948 byl palác v letech 1951–1952 přebudován na Muzeum Vladimíra Iljiče Lenina architekty Janem Feiglem a Jindřichem Halabalou. Na průčelí byla osazena busta Lenina od Jana Laudy a pamětní deska se vzpomínkou na konferenci. Monstrozitu budovy zvýraznilo pět bronzových reliéfů na průčelí a šest plastik revolučních bojovníků na atice. Ve dvaceti sálech bylo vystaveno 17 000 exponátů a v zadním křídle byla zpřístupněna síň, v níž se konference konaly. Při rekonstrukci byly objeveny a restaurovány malované stropy ze 17. století.

### Od roku 1990: opět Lidový dům
V roce 1990 KSČ předala Lidový dům obnovené Československé sociální demokracii. Po dlouholetých právních sporech v roce 2000 Ústavní soud rozhodl, že vlastníkem nemovitostí je společnost Cíl a jejím vlastníkem je SOCDEM (tehdy ČSSD). Cíl pak v roce 2001 Lidový dům ČSSD daroval. Většina Lidového domu dnes slouží opět sociální demokracii.
V roce 2009 byla na nádvoří odhalena pamětní deska, připomínající pokus o obnovení Československé sociální demokracie v roce 1968.

## Popis
Historická část Lidového domu je dvoupatrový čtyřkřídlový objekt uzavírající dvůr.
Hlavní průčelí do Hybernské ulice s 24 osami je téměř symetricky rozčleněno třemi rizality, střední je pouze mělký. Nynější vzhled s atikami nad bočními rizality a nízkým trojúhelným štítem nad středním rizalitem dostala fasáda až při Hegerově přestavbě koncem 18. století. Z raně barokní podoby se dochoval pouze vstupní edikulový portál, umístěný asymetricky vedle pravého rizalitu.
Zajímavá je fasáda zadního křídla, které mělo původně úlohu spojovací galerie: jsou tu slepé arkády se štukovou výzdobou, odpovídající Luragově barokní fázi po roce 1651.
V interierech přízemí je zachován systém barokních valených kleneb. V sálech hlavní budovy se zachovaly trámové záklopové stropy s malovanou raně barokní výzdobou.

## Okolí
V okolí Losyovského paláce se nacházejí další významné budovy a instituce:
- Věžníkovský palác – Hybernská 12, dvoupodlažní barokní budova, později hotel
- Dům U Hybernů s divadlem Hybernia
- Obecní dům
- Swéerts-Šporkův palác
- Masarykovo nádraží
- Café Arco, kavárna a místo setkávání pražských německých spisovatelů
- Hotel Central, významná secesní budova